# Mark Lester
Mark Lester (cuyo nombre real es Mark A. Letzer; Oxford, 11 de julio de 1958) es un actor inglés actualmente retirado, que participó en diversos largometrajes durante los años 60 y 70.
Es conocido principalmente por su interpretación de Oliver Twist en el filme musical Oliver!, versión cinematográfica de la famosa novela de Charles Dickens, y por su personaje de Daniel Latimer en la película Melody, escrita por el director británico Alan Parker.

## Infancia
Hijo de la actriz Rita Keene Lester y el productor Michael Lester, Lester nació en la ciudad de Oxford, en Oxfordshire, en el sur de Inglaterra. 
La educación de Lester consistió en tres colegios distintos: asistió al Corona Theatre School, localizado en Ravenscourt Park, en West London; continuando así con Tower House School, una preparatoria de chicos cerca de Richmond Park, y finalmente en Halliford School, en Shepperton, Surrey.

## Carrera como actor infantil
Mark Lester inicialmente tuvo papeles secundarios en muchas series de la televisión británica, incluyendo The Human Jungle y Danger Man.
En 1964, con 6 años de edad, Lester participó en la película Busquen al 202, de Robert Dhéry, actuando al lado de la actriz inglesa Diana Dors. También tuvo un pequeño papel en la película Fahrenheit 451.
Más significativa fue su participación en 1967 en el reparto colectivo de niños en "A las nueve, cada noche" (Our Mother's House), dirigida por Jack Clayton, que es, quizás, la más inquietante, sugerente y mejor de las películas en las que intervino.
En 1967, a la edad de 8 años, Lester protagonizó la adaptación musical cinematográfica de Oliver!. Formó una gran amistad con el otro niño protagonista de la película, Jack Wild.
Ambos actores más tarde fueron llamados para protagonizar Melody (1971), junto con la debutante actriz infantil Tracy Hyde.
Con la aclamación del público tras el éxito de Oliver!,  Lester recibió mayores participaciones en distintas películas, consiguiendo su segundo papel protagonista en 1969 con la película Salvaje y libre, y continuamente en 1970 con The Boy Who Stole the Elephant y Eyewitness, y 1971 con Melody y Black Beauty.
Con la aclamación del público tras el éxito de Oliver!,  Lester recibió mayores participaciones en distintas películas, consiguiendo su segundo papel protagonista en 1969 con la película Salvaje y libre, y a continuación, en 1970, con The Boy Who Stole the Elephant y Testigo ocular, y 1971 con Melody y Caballo negro.
Y más tarde, teniendo roles principales en películas con tramas más complejas y adultas, como ¿Quién mató a Tía Roo?, en 1971, y, también en 1972, con su polémica actuación junto con Britt Ekland en Diabólica malicia, donde personalizó a un asesino y maníaco sexual preadolescente; la escena imaginaria de sexo entre Ekland y Lester, junto con la de "striptease" por parte de ella hacia él, provocó la censura y críticas en muchos países.
Durante el transcurso de 1973 coprotagonizó Pata de palo con Kirk Douglas, y protagonizó el thriller italiano Ríos de Sangre, y durante 1974-1975 el filme independiente italiano La prima volta sull'erba, en el cual realizó una escena de sexo teniendo tan solo 16 años. Finalmente protagonizó su última película, El príncipe y el mendigo, en 1977.
Lester es muy conocido junto con Tracy Hide y Jack Wild en Japón, ya que el largometraje Melody se convirtió en una película de culto. De esta manera, Lester, Wild y Hide tuvieron presencia en distintos programas de televisión de Japón y revistas juveniles. Lester consiguió participar en 1973 en Little Adventurer. Años más tarde, un programa de televisión japonés logró el reencuentro entre Lester y Hide durante un programa en vivo.

## Vida adulta
Tras la pobre recepción de la película El príncipe y el mendigo, Lester abandonó su carrera como actor a los 19 años. A la edad de 28 años se convirtió en un médico osteópata, graduándose de la Escuela Británica de Osteopatía. En 1993, Lester abrió The Carlton Clinic, una clínica que utiliza diversos métodos de acupuntura, en Cheltenham.
Se casó en enero de 1993 y tuvo en este matrimonio cuatro hijos. Se divorció en 2005 y al año siguiente volvió a casarse con una enfermera del área de psiquiatría llamada Lisa.

## Controversia
Lester mantuvo una gran amistad con el cantante Michael Jackson desde el año 1982 hasta su fallecimiento, en el año 2009, hasta el punto de que el cantante norteamericano lo eligió para que fuera padrino de sus hijos. En agosto del año 2009, Mark Lester concedió una entrevista al periódico británico News of the World en la cual afirmaba que podría ser el padre de Paris Katherine Jackson, la hija pequeña de Michael. Lester mantenía que había donado su esperma para tal fin en 1996 y estaba dispuesto a pasar un test de paternidad para determinar si era o no su padre. Sin embargo, Brian Oxman, antiguo abogado de la familia Jackson, mostró su disconformidad con las pretensiones de Lester afirmando en una entrevista televisiva que "siempre escuché a Michael decir que él era el padre de estos niños y yo creo en Michael."

## Filmografía

### Películas
- 1964: Busquen al 202 como Gérald.
- 1965: Spaceflight IC-1: An Adventure in Space, como Don Saunders.
- 1966: Fahrenheit 451 como un estudiante.
- 1967: Our Mother's House como Jiminee.
- 1968: Oliver! como Oliver Twist.
- 1969: Run Wild, Run Free como Philip Ransome.
- 1970: The Boy Who Stole the Elephant como Davey (Película para televisión).
- 1970: Eyewitness como Ziggy.
- 1971: Melody como Daniel Latimer.
- 1971: Black Beauty como Joe Evans.
- 1971: ¿Quién mató a Tía Roo? como Christopher Coombs.
- 1972: Diábolica Malicia como Marcus.
- 1973: Ríos de Sangre como Lennox Duncan.
- 1973: Little Adventurer como Mike Richard.
- 1973: Pata de Palo como Jamie.
- 1975: La primera vez sobre la hierba (La prima volta sull'erba) como Franz Schmidt.
- 1977: Crossed Swords como el Príncipe Edward / Tom Canty.
- 2015: 1066 como el Rey Harold II (preproduction).

### Apariciones en TV
- 1964: The Human Jungle
- 1966: Danger Man
- 1966: Court Martial
- 1969: Then Came Bronson
- 1969: The Ghost & Mrs. Muir
- 1970: Disneyland como Davey